# Whiskey on a Sunday
Whiskey on a Sunday è una raccolta del gruppo celtic punk statunitense Flogging Molly, pubblicato il 25 luglio 2006 dalla SideOneDummy Records.
La pubblicazione comprende un CD contenente tracce acustiche e live ed un DVD contenente un documentario sul gruppo. La canzone Laura, prima traccia del CD, è inedita in studio, essendo stata pubblicata in precedenza solo nel live Alive Behind the Green Door. Le tracce dal vivo sono state registrate al Wiltern Theater di Los Angeles. Il documentario è diretto da Jim Dziura. Nonostante sia innanzitutto un DVD, è entrato nella classifica Billboard 200 alla 67ª posizione, come anche nella Top Internet e la terza posizione nella Top Independent.

## Tracce

### CD
1. Laura - 4:15
2. Drunken Lullabies (acustica) - 4:55
3. The Wanderlust (acustica) - 3:37
4. Another Bag of Bricks (acustica) - 4:05
5. Tomorrow Comes a Day Too Soon (acustica) - 3:39
6. The Likes of You Again (live) - 4:08
7. Swagger (live) - 2:14
8. Black Friday Rule (live) - 11:57
9. Within a Mile of Home (live) - 4:34
10. What's Left of the Flag (live) - 4:13

### DVD
1. Drunken Lullabies
2. Devil's Dance Floor
3. Laura
4. Tobacco Island
5. The Likes of You Again
6. Swagger
7. Another Bag of Bricks
8. The Wanderlust
9. Within a Mile of Home
10. The Worst Day Since Yesterday
11. Queen Anne's Revenge
12. Black Friday Rule
13. If I Ever Leave This World Alive
14. What's Left of the Flag
15. Life in a Tenement Square
16. The Son Never Shines (On Closed Doors)
17. Whistles the Wind
18. With a Wonder and a Wild Desire
19. Factory Girls
20. Selfish Man
21. Tomorrow Comes a Day Too Soon
22. Don't Let Me Die Still Wondering

## Formazione
- Dave King - voce, chitarra acustica, bodhrán, banjo, spoons, cori
- Bridget Regan - fiddle, tin whistle, uilleann pipes, cori
- Dennis Casey - chitarra elettrica, cori
- Nathen Maxwell - basso, voce
- Bob Schmidt - mandolino, mandola, banjo, bouzouki, cori
- George Schwindt - batteria, percussioni, bodhran
- Matt Hensley - fisarmonica, concertina